# 맷 애들러
맷 애들러(Matt Adler, 1966년 12월 8일 ~ )는 미국의 배우, 성우이다.
로스앤젤레스에서 태어났다.

## 출연 작품
- 천사들의 합창 (1984, Shattered Vows)
- 틴 울프 (1985)
- 협곡의 실종 (1986)
- 산악 캠프 (1987, White Water Summer)
- 격정의 파도 (1987, North Shore)
- 나는 외계인 (1988, Doin' Time on Planet Earth)
- 드림 걸 (1989, Dream a Little Dream)
- 살인 음모 (1989, Nowhere to Run)
- 다이빙 인 (1990, Diving In)
- 토마토 공장에서 생긴 일 (1994, Teresa's Tattoo)
- 피스메이커 (1997)
- 투모로우 (2004)
- 아이스 에이지 3: 공룡시대 (2009) - 목소리